# Stabiacciu
Le Stabiacciu est un petit fleuve côtier français qui coule dans la Corse dans le département de la Corse-du-Sud et se jette dans la mer Tyrrhénienne, donc dans la mer Méditerranée.

## Géographie
La longueur de son cours d'eau est de 17,3 km.
Pour sa partie supérieure, pour l'IGN, le Stabiacciu s'appelle le ruisseau de Listinchicciola. Il prend source à 239 mètres au lieu-dit Bocca di Sardi, sur la commune de Sotta mais ses eaux proviennent essentiellement de la montagne de Cagna (1300 m), notamment par le ruisseau d'Orgone et ses affluents, et du massif de l'Ospedale (1300 m) par la rivière de Bala.
Il se jette dans la mer Méditerranée dans le golfe de Porto-Vecchio, sur la commune de Porto-Vecchio, au nord de l'hippodrome et au sud-est du port et des salines.
Les fleuves côtiers voisins sont au nord le Cavo et l'Oso qui lui se jette au nord du golfe.

### Communes et cantons traversés
Dans le seul département de la Corse-du-Sud, le Stabiacciu traverse les deux communessuivantes, dans deux cantons, de l'amont vers aval, de Sotta (source), Porto-Vecchio (embouchure).
Soit en termes de cantons, le Stabiacciu prend sa source sur le canton de Figari, puis conflue sur le canton de Porto-Vecchio, le tout dans l'arrondissement de Sartène.

### Bassin versant
Le Stabiacciu traverse une seule zone hydrographique 'Le Stabiacciu' (Y980) de 173 km2 de superficie. Ce bassin versant est constitué à 78,22 % de « forêts et milieux semi-naturels », à 19,00 % de « territoires agricoles », à 2,25 % de « territoires artificialisés », à 0,56 % de « zones humides ».

### Organisme gestionnaire
L'organisme gestionnaire est le Comité de bassin de Corse, depuis la loi corse du 22 janvier 2002.

## Affluents
Le Stabiacciu a onze ruisseaux affluents référencés :
- le ruisseau de Vergaggiola (rg[note 1]).
- le ruisseau de Mezzanellu (rg).
- le ruisseau de Rocheta' (rd).
- le ruisseau de Litaretu' (rg).
- le ruisseau de Sarconcella (rd).
- le ruisseau d'Anton Guglielmu (rd).
- le ruisseau de Cuparchiata (rd).
- le ruisseau d'Orgone (rg).
- le ruisseau a Piscia (rg).
- la rivière de Bala (rg), 13,4 km entièrement sur Porto-Vecchio avec trois affluents.
  - le ruisseau de Scaparone (rd)
  - le ruisseau Scopa Piana (rd)
  - le ruisseau de Petrosu (rd)
- le ruisseau de Pontichesi (rd).

### Rang de Strahler
Le rang de Strahler est de quatre par la rivière de Bala.

## Hydrologie

### Le Stabiaccio à Sotta (moulin de Lastreto)
Le Stabiaccio a été observé vingt-six ans à la station Y9805010 Le Stabiaccio à Sotta (moulin de Lastreto)

### Étiage ou basses eaux
À l'étiage, c'est-à-dire aux basses eaux, le VCN3, ou débit minimal du cours d'eau enregistré pendant trois jours consécutifs sur un mois, en cas de quinquennale sèche s'établit à 0,001 m3/s ou 1 l/s, ce qui est très faible.

### Crues
Sur cette période d'observation, le débit journalier maximal a été observé le 2 février 1996 pour 36,60 m3/s. Le débit instantané maximal a été observé le 8 décembre 1996 avec 105,0 m3/s en même temps que la hauteur maximale instantanée de 260 mm soit 2,60 m.
Le QIX 2 est de 42,0 m3/s, le QIX 5 est 67,0 m3/s, le QIX 10 est de 84,0 m3/s, le QIX 20 est de 100,0 m3/s et le QIX 50 est de 120,0 m3/s.

### Lame d'eau et débit spécifique
La lame d'eau écoulée dans cette partie du bassin versant de la rivière est de 537 millimètres annuellement, ce qui est légèrement au-dessus de la moyenne en France, deux tiers en plus, à 300 mm/an. Le débit spécifique (Qsp) atteint 16,9 litres par seconde et par kilomètre carré de bassin.